# Jacob Riesen
Jacob von Riesen (* 13. Juni 1786 in Elbing; † 11. Januar 1864 ebendort), gelegentlich auch Jacob van Riesen, ab 1848 Jacob Riesen, war ein deutscher Unternehmer, demokratischer Politiker, Zeitungsverleger und Reeder. Er war der erste Gründer einer Dampfschiff-Linie in der Provinz Preußen (West- und Ostpreußen).

## Leben
Jacob von Riesen entstammte einer in Ostpreußen und Russland weitverzweigten Familie von Mennoniten und war der Sohn des Elbinger Kaufmanns Johann Jacob von Riesen (1763–1807) und der Susanna von Riesen, geb. Wiens (1752–1807). Er hatte mehrere Geschwister, darunter Johann von Riesen und Gustav Adolph von Riesen (* 13. April 1796; † 15. April 1830), der Henriette, geb. Weiss (1786–1831) ehelichte und mehrere Kinder mit ihr hatte.  Der Vater betrieb einen Spirituosenhandel im Haus zum Bunten Bock am Alten Markt, Ecke Kettenbrunnstraße. Beide Eltern verstarben 1807, ebenso wie eine Schwester, und hinterließen Jacob ein Vermögen von etwa 25.000 Reichstalern.
Am 12. Februar 1808 erhielt Jacob Riesen den Elbinger Bürgerbrief. 1811 reiste er nach Nordamerika, um seinen dort lebenden älteren Bruder Johann von Riesen zu besuchen.
Nach dem Übertritt zur reformierten Kirche heiratete Riesen die Kaufmannstochter Johanna Schwöder († 1817), mit der er in ihrer nur drei Jahren währenden Ehe zwei Kinder hatte, einen Sohn Hermann Jacob von Riesen (* 1814; † 4. Februar 1861) und eine Tochter Toni, die den Elementarlehrer und späteren Zeitungsredakteur Julius Born (um 1818–1856) heiratete.
In Elbing betrieb Riesen das Kaffeehaus Zum deutschen Michel, in dessen Speiseraum ein Porträt von George Washington hing, dekoriert mit einer als Freiheitsbaum drapierten Flagge der Vereinigten Staaten. Hier tagte auch eine 1826 gegründete Mittwochsgesellschaft von politisch interessierten Bürgern, zu der auch John Prince-Smith gehörte.
Seit der Märzrevolution von 1848 nannte er sich Jacob Riesen.

## Dampfschiffreeder
Am 1. April 1808 gründete Riesen eine Reederei, die er später in eine Aktiengesellschaft umwandelte. Zu den Aktionären, die sich am Bau des ersten Dampfers Copernikus beteiligten, gehörten sein Bruder Gustav Riesen, der Stadtrat Eduard Zimmermann und der spätere Brauereibesitzer August Roy, die mit Jacob Riesen das Direktorium bildeten, sowie der Oberbürgermeister Johann Lukas Haase (1778–1843). Auch der Staat beteiligte sich mit zehn Aktien zu je 50 Reichstalern.
1828 eröffnete Riesen die erste Dampfschifflinie auf dem Frischen Haff. Am 8. Juli 1828 lief der vom Schiffszimmermeister in Elbing konstruierte Copernicus mit einer Maschine von Cook & Co. in Glasgow vom Stapel, der für die Verbindung von Elbing nach Königsberg vorgesehen war. Am 24. August wurden 63 Personen nach Pröbbernau transportiert, am 28. August fand die erste Fahrt nach Königsberg statt. Allerdings strandete das Schiff schon am 18. Oktober 1828 zwischen Kahlholz (russisch Losowoje) und Balga (Wessjoloje) und wurde unbrauchbar. Das Wrack wurde nach Elbing transportiert und versteigert.
1841 erhielt Michael Mitzlaff in Elbing den Auftrag, für Riesen den ersten und lange Zeit einzigen, in Pillau stationierten Schleppdampfer Delphin mit einer Maschine aus Newcastle zu konstruieren. 1856 baute Ferdinand Schichau den Raddampfer Julius Born, 1857 den Raddampfer Linau, mit denen nunmehr ein regelmäßiger Schiffsverkehr zwischen Elbing und Danzig betrieben wurde. Noch 1912 verkehrte das nach Riesens Schwiegersohn benannte Dampfboot auf dieser Strecke.
Noch 1922 existierte die Firma mit Niederlassungen in Danzig, Stettin und Hamburg, unter dem Namen Adolf von Riesen (Inhaber: Walther von Riesen) die u. a. Fahrten von Danzig und Königsberg nach Memel und Kowno anbot.

## Politisches Engagement
Riesen gehörte der Elbinger Stadtverordnetenversammlung an und war deren Vorsteher von 1823 bis 1830 und von 1849 bis zu ihrer Auflösung im September 1853. Zusammen mit Philipps und den Brüdern Friedrich Wilhelm Haertel (1795–1867) und George Haertel (1796–1869) gehörte Riesen zu den Führern der Demokratie in Elbing. Äußerlich kennzeichnete er seine Haltung durch ein um den Hut geflochtenes rotes Band.
Gemäß einem von Haertel beantragten Beschluss der Stadtverordneten vom 18. Februar 1831 wandte sich Riesen als Abgeordneter Elbings auf dem 4. Provinziallandtag an König Friedrich Wilhelm III. und mahnte das in der Kabinetts-Order vom 2. Mai 1815 gegebene Verfassungsversprechen an.
Eine von Prince-Smith verfasste Solidaritätsadresse der Stadtverordnetenversammlung zugunsten der Göttinger Sieben (von der Universität Göttingen vertriebene Professoren) und vor allem ihres Landsmanns, des Staatsrechtlers Wilhelm Eduard Albrecht, beantwortete der Innenminister Gustav von Rochow wie folgt: „Es ziemt dem Untertanen […] nicht, die Handlungen des Staatsoberhauptes an den Maßstab seiner beschränkten Einsicht anzulegen.“ Aus dieser Antwort ging das schon im Vormärz geflügelte Wort vom „beschränkten Untertanenverstand“ hervor, das kurz nach Riesens Tod Eingang in den Büchmann fand. Das Original des Rochowschen Antwortschreibens lag noch 1937 in der Stadtbibliothek Elbing.
Im Juli 1851 weigerte sich König Friedrich Wilhelm IV., eine zur Begrüßung entsandte und von Riesen angeführte zehnköpfige Delegation der Stadtverordneten zu empfangen.
Die Auflösung der Elbinger Stadtverordnetenversammlung durch königliche Verordnung und ohne Angabe von Gründen war eine Folge des Rücktritts von Oberbürgermeister Adolph Philipps (1813–1877) am 8. August 1853 nach zehnjähriger Amtszeit. Dieser hatte sich geweigert, der Forderung Friedrich Wilhelms IV. nachzukommen und die Teilnahme an der preußischen Nationalversammlung, deren Vorsitzender Philipps war, und den Aufruf zur Steuerverweigerung als Irrtum einzugestehen. Riesen, der daraufhin wie einst sein Bruder nach Amerika auswandern wollte, berief am 18. August einen Familienrat ein. Da ihn Sohn und Tochter nicht ins Exil begleiten wollten, blieb er „im verhaßten Preußen“. Am 1. September 1853 wurde Philipps mit einer Pension von 1000 Reichstalern ehrenvoll entlassen.
Einen denunziatorischen Bericht des Königlich Preußischen Staats-Anzeigers über seine Rolle bei der Auflösung der Stadtverordnetenversammlung dementierte Riesen; als die Gegendarstellung nicht nach den Vorgaben des Presserechts vollständig gedruckt wurde, ließ er sie mitsamt dem Briefwechsel darüber in die National-Zeitung einrücken.

## Zeitungsherausgeber
Als Nachfolger des 1848 von Philipps und Riesen initiierten, kurzlebigen Elbinger Volksblatts erschien seit 3. Januar 1849 der Neue Elbinger Anzeiger, zunächst im Verlag von Friedrich Ludwig Levin. Das Blatt ist nicht zu verwechseln mit dem seines politischen Kontrahenten Agathon Wernich, den Elbinger Anzeigen, wo Jacob Riesen, obwohl er „dem allgemeinen Besten förderlich gewesen und Elbing ihm dafür Dank schuldig“ sei, immer wieder angegriffen wurde.
Jacob Riesen übernahm schließlich selbst den Druck des Neuen Elbinger Anzeigers, sein Schwiegersohn, der Lehrer Julius Born, redigierte das Blatt im demokratischen Sinn und war nominell der Verleger. Es erschien mit einer Auflage zwischen 600 und 800 Exemplaren; zu den Mitarbeiten gehörten Ludwig Walesrode und Ferdinand Falkson.
In der Ära der Reaktion gehörte der Neue Elbinger Anzeiger, wie ein Berichterstatter urteilte, zu den „am meisten gemaßregelten Provinzialblättern“. Ende August 1852 entzog die Provinzial-Regierung in Danzig unter Robert von Blumenthal dem Unternehmer die Konzession zum Betrieb einer Druckerei. Die Behörden erklärten Riesen, der sich nie etwas zuschulden kommen ließ und gegen den nie (ebenso wenig wie gegen den Redakteur Julius Born) Anklage erhoben worden war, seiner Gesinnungen wegen für bescholten. Zugleich verbot der Polizeidirektor August von Seltzer den Verkauf des Blattes, obwohl Riesen eine Kaution gestellt hatte. Um die Zeitung weiter erscheinen zu lassen, wich Riesen zu erheblich höheren Kosten nach Marienburg aus und gab ihr den Titel Neuer Anzeiger. Vergebens appellierten er und Julius Born gegen diese Maßregelung.
Im Mai 1855 wurde Jacob Riesen von einem Elbinger Gericht als Geschworener berufen und zögerte, weil ihm die charakterliche Eignung zum Betrieb einer Druckerei abgesprochen worden war. Dass der Staatsanwalt seine Eignung ausdrücklich bestätigte, wurde als Desavouierung seiner Verfolger, namentlich des Danziger Oberpräsidenten Blumenthal aufgefasst. Hermann Riesen, inzwischen Redakteur des Anzeigers, wurde am 24. März 1858 mit 119 gegen 8 Stimmen in die Stadtverordnetenversammlung gewählt. Im Februar 1859 erhielt Riesen die Druckerei-Konzession durch einen Erlass des preußischen Innenministers Flottwell ohne eine von diesem früher verlangte Prüfung zurück.
Den Druck der Zeitung übernahmen von 1854 bis 1856 der Buchhändler Friedrich Marcian und der Lithograph August Rahnke (1801–1856), seit Februar 1856 verlegte sie der Stadtrat und Buchhändler Dr. Friedrich Ludwig Levin. Nachdem Born in der Nacht vom 12. auf den 13. Februar 1856 mit nur 38 Jahren verstarb, übernahm Hermann Riesen die Redaktion. Nach dessen Tod im Frühjahr 1861 redigierte Jacob Riesen selbst das Blatt, bis ihn ein Augenleiden zwang, die Redaktion Ende 1861 niederzulegen.
1862 besorgte der Buchdrucker Eduard Schmidt die Redaktion, von Dezember 1862 für zwei Jahre Dr. Reinhold Jachmann, vom 1. Dezember 1864 an wieder Schmidt, seit 1. März 1870 George Felsner. Der Neue Elbinger Anzeiger erschien bis in die 1870er-Jahre; 1872 mit dem Untertitel Volkszeitung für die Provinz Preußen. Ab 1. Januar 1873 wurde sie mit einem Konkurrenzblatt unter dem Titel „Altpreußische Zeitung (Neuer Elbinger Anzeiger)“ vereinigt, wobei der Untertitel später gegen Anzeiger für Stadt und Land ausgewechselt wurde.

## Lebensende
Jacob Riesen, der seit 1861 zunehmend erblindete, wurde fast 78 Jahre alt. Eine Woche vor seinem Tod am 11. Januar 1864 traf ihn ein Schlaganfall, der zu einer linksseitigen Lähmung führte. Er wurde auf dem St. Annen-Friedhof beigesetzt. Sein Vermögen erbten neben seiner Tochter die sieben minderjährigen Kinder des verstorbenen Sohnes Hermann Riesen. Einer seiner Nachkommen, Gustav Adolph von Riesen, ehelichte Sophie Malwine Hedwig Angelica, geb. von Wycowicz, und führte die Firma weiter.
In einem Nachruf wurde Riesen „als unermüdlicher Vorkämpfer für freie Entwicklung des communalen und politischen Lebens und als Begründer der freisinnigen Lokalpresse Elbings“ gewürdigt.

## Werke
- (Mitautor) Denkschrift des zu Elbing in September 1848 abgehaltenen Städtetages über die der National-Versammlung vorliegenden Entwürfe einer neuen Gemeinde-Ordnng. Elbing 1848. (dlibra.bibliotekaelblaska.pl, Digitalisat)
- (Mit George Grunau und Friedrich Wilhelm Haertel:) Bericht über den Gang des Handels, der Gewerbe und der Schiffahrt zu Elbing im Jahre 1861. Gedruckt bei Eduard Schmidt, Eöbing 1861. (dlibra.bibliotekaelblaska.pl, Digitalisat)
- Verhandlung der zweiten Kammer über zwei Petitionen aus Elbing. Fr. Aug. Harich, Marienwerder 1854. (kpbc.umk.pl, Digitalisat)
- (Mit George Grunau und Friedrich Wilhelm Haertel:) Eisenbahn Güldenboden–Neidenburg. Neumann-Hartmann’sche Buchdruckerei (Georg Felsner), Elbing 1862. (dlibra.bibliotekaelblaska.pl, Digitalisat)
- Neuer Elbinger Anzeiger
  - Einzelne Nummern der Jahrgänge bis 1854 und des Vorgängers Elbinger Volksblatt im Katalog dlibra der Biblioteka Elbląska.
  - Jg. 7 (1855) (dlibra.bibliotekaelblaska.pl, Digitalisat)
  - Jg. 8 (1856) (dlibra.bibliotekaelblaska.pl, Digitalisat)
  - Jg. 9 (1857) (dlibra.bibliotekaelblaska.pl, Digitalisat)
  - Jg. 10 (1858) (dlibra.bibliotekaelblaska.pl, Digitalisat)
  - Jg. 11 (1859) (dlibra.bibliotekaelblaska.pl, Digitalisat)
  - Jg. 12 (1860) (dlibra.bibliotekaelblaska.pl, Digitalisat)
  - Jg. 14 (1862) (dlibra.bibliotekaelblaska.pl, Digitalisat)
  - Jg. 16 (1864) (dlibra.bibliotekaelblaska.pl, Digitalisat)
  - Jg. 17 (1865) (dlibra.bibliotekaelblaska.pl, Digitalisat)
  - Jg. 18 (1866) (dlibra.bibliotekaelblaska.pl, Digitalisat)
  - Jg. 20 (1869) (dlibra.bibliotekaelblaska.pl, Digitalisat)
  - Jg. 23 (1871) (dlibra.bibliotekaelblaska.pl, Digitalisat)
  - Jg. 24 (1872) (dlibra.bibliotekaelblaska.pl, Digitalisat)

## Briefe
- Katalog der Stadtbibliothek zu Elbing. Bd. 2, Druck von Reinhold Kühn, Elbing 1894, S. 580, 583. (kpbc.umk.pl, Digitalisat)
- Johann Jacoby: Briefwechsel 1816–1849. Hrsg. v. Edmund Silberner, Fackelträger Verlag, Hannover 1974 (Veröffentlichungen des Instituts für Sozialgeschichte Braunschweig), ISBN 3-7716-1362-0.
- Johann Jacoby: Briefwechsel 1850–1877. Hrsg.v. Edmund Silberner, Verlag Neue Gesellschaft, Bonn 1978 (Veröffentlichungen des Instituts für Sozialgeschichte Braunschweig/Bonn), ISBN 3-87831-260-1.